# Round Maple
Round Maple és un llogaret del veïntat d'Edwardstone al districte de Babergh al comtat de Suffolk a Anglaterra. Compta amb quatre edificis protegits, incloent The Flushing, Seasons, Quicks Farmhouse, i Hathaway Cottage and Little Thatch.